# 6-مونواسيتيل مورفين
6-مونواسيتيل مورفين هو واحد من ثلاثة مستقلبات نشطة للهيروين (ثنائي أسيتيل مورفين)، والبعض الآخر هو المورفين والأقل نشاطًا 3-مونواسيتيل مورفين.

## علم العقاقير
يصبح 6-MAM كمستقلب للهيروين. بمجرد اجتياز عملية التمثيل الغذائي للمرور الأول، يتم استقلاب 6-MAM إلى مورفين أو إفرازه في البول.
يتم استقلاب الهيروين بسرعة عن طريق إنزيمات الإستريز في الدماغ وله عمر نصفي قصير للغاية. كما أن لديها تقاربًا ضعيفًا نسبيًا مع مستقبلات μ-opioid لأن مجموعة 3-hydroxy، الضرورية للربط الفعال بالمستقبل، تحجبها مجموعة الأسيتيل. لذلك، يعمل الهيروين كمؤيد للمخدرات، حيث يعمل كناقل محب للدهون للتوصيل الجهازي للمورفين، والذي يرتبط بنشاط بمستقبلات الأفيون.
يحتوي 6-MAM بالفعل على مجموعة 3-hydroxy مجانية ويشترك في قابلية عالية للدهون من الهيروين، لذلك يخترق الدماغ بنفس السرعة ولا يحتاج إلى إزالة الأسيتيل في الوضع 6 حتى يتم تنشيطه بيولوجيًا؛ هذا يجعل 6-MAM أقوى إلى حد ما من الهيروين.

## التوفر
نادرًا ما تتم مصادفة 6-MAM في شكل معزول نظرًا لصعوبة أسيتيل المورفين الانتقائي في الموضع 6 دون أسيتيل الموضع 3 أيضًا. ومع ذلك، يوجد بكميات كبيرة في الهيروين الأسود مع الهيروين نفسه.

## التركيب
ينتج عن إنتاج القطران الأسود الهيروين كميات كبيرة من 6-MAM في المنتج النهائي. 6-MAM أكثر نشاطًا بنسبة 30 بالمائة تقريبًا من ثنائي أسيتيل المورفين نفسه، هذا هو السبب في أنه على الرغم من انخفاض محتوى الهيروين، قد يكون القطران الأسود أقوى من بعض أشكال الهيروين الأخرى. يمكن تصنيع 6-MAM من المورفين باستخدام حمض الخليك الجليدي مع قاعدة عضوية كعامل مساعد. يجب أن يكون حمض الأسيتيك ذا نقاوة عالية (97-99 في المائة) لكي يتمكن الحمض من أسيتيل المورفين بشكل صحيح في الموضع السادس مما ينتج عنه بشكل فعال 6-MAM. يستخدم حمض الخليك بدلاً من أنهيدريد الأسيتيك، حيث أن حمض الأسيتيك ليس قوياً بما يكفي لأسيتيل مجموعة الفينول 3-هيدروكسي ولكنه قادر على أسيتيل مجموعة 6-هيدروكسي، وبالتالي ينتج بشكل انتقائي 6-MAM بدلاً من الهيروين. يعتبر حمض الخليك طريقة مناسبة لإنتاج 6-MAM ، حيث أن حمض الأسيتيك أيضًا ليس مادة كيميائية خاضعة للمراقبة لأنه المكون الرئيسي للخل.

## الكيمياء

### الكشف في سوائل الجسم
نظرًا لأن 6-MAM هو مستقلب فريد للهيروين، فإن وجوده في البول يؤكد استخدام الهيروين. هذا مهم لأن فحص عقاقير المقايسة المناعية للبول عادةً ما يختبر المورفين، وهو مستقلب لعدد من المواد الأفيونية / المواد الأفيونية القانونية وغير القانونية مثل الكودايين وكبريتات المورفين والهيروين. كميات ضئيلة من 6-MAM ، مستقلب معين من الهيروين، تفرز أيضًا لحوالي 6-8 ساعات بعد استخدام الهيروين. لذلك يجب جمع عينة بول بعد وقت قصير من استخدام الهيروين الأخير ؛ ومع ذلك، فإن وجود 6-MAM يشير إلى أنه تم استخدام الهيروين مؤخرًا في اليوم الأخير.
عُثِر على 6-MAM بشكل طبيعي بكميات ضئيلة في دماغ بعض الثدييات.